# Lyckeåborg
Lyckeåborg is een plaats in de gemeente Karlskrona in het landschap Blekinge en de provincie Blekinge län in Zweden. De plaats heeft 62 inwoners (2005) en een oppervlakte van 14 hectare.